# Kozarevac Račanski
Kozarevac Račanski – wieś w Chorwacji, w żupanii bielowarsko-bilogorskiej, w gminie Nova Rača. W 2011 roku liczyła 109 mieszkańców.